# Gerhart Lippert
Gerhart Lippert (* 14. März 1937 in Pietzing am Simssee) ist ein bayerischer Volksschauspieler.

## Leben
Gerhart Lipperts Vater war Kunstmaler, seine Mutter Pianistin. Nach einer Ausbildung an der Otto-Falckenberg-Schule arbeitete der in Pietzing (Gemeinde Riedering bei Rosenheim) aufgewachsene Gerhart Lippert neben seinen Engagements am Wiener Burgtheater und bei den Salzburger Festspielen auch an mehreren deutschen Theatern, unter anderem in Düsseldorf, Berlin und München.
Bundesweit bekannt wurde er in den 1960er-Jahren, als er Mitglied des Komödienstadel-Ensembles wurde und in der Abenteuerreihe Alarm in den Bergen im Fernsehen mitwirkte. Es folgten zahlreiche Rollen in Filmen und Fernsehserien (zum Beispiel als Juniorchef Jörg Buchner in der Serie Der Forellenhof des Südwestfunks von 1965 mit unter anderem Hans Söhnker, Jane Tilden und Helga Anders). 1969 spielte er neben Hansi Kraus und Theo Lingen in der Komödie Pepe, der Paukerschreck. 1970 erlebte man ihn in der Fernsehserie Tournee – Ein Ballett tanzt um die Welt als Jochen Thom mit unter anderem Maria Litto, Edith Schultze-Westrum, Albert Venohr und Harry Wüstenhagen.
Ein weiterer großer Erfolg war seine Hauptrolle als Professor Schulz in der 13-teiligen ZDF-Serie Semesterferien, die 1972 ausgestrahlt wurde. 1978 spielte er Kara Ben Nemsi bei den Karl-May-Spielen Bad Segeberg.
In dem dreiteiligen Fernsehspiel Sachrang von 1978 spielte er die Hauptrolle des Müllner Peter. 1979 verkörperte er den Vater Friedemann Thaler der Titelfigur Timm Thaler. In der Serie Tierarzt Dr. Engel spielt er den Ökobauern Ulrich Hallhuber.
Den größten Erfolg seiner Karriere bescherte dem Schauspieler die Rolle des Dr. Thomas Burgner in der Serie Der Bergdoktor (1993–1997). Nach sechzig Folgen starb er in seiner Rolle den Lawinentod. Zuletzt war er in der Rosamunde-Pilcher-Verfilmung Flamme der Liebe (2003) und in dem Fernsehspecial Schwarzwaldklinik – Die nächste Generation (2005) zu sehen. Seit einigen Jahren ist er auch bei einigen Aufzeichnungen des Chiemgauer Volkstheaters im Bayerischen Fernsehen mit von der Partie.
Lippert arbeitete sowohl für den Bayerischen Rundfunk als auch für den Südwestfunk als Regisseur. So führte er unter anderem in den 1980er-Jahren bei den Luisenburg-Festspielen Regie. Hier trat er in den letzten Jahrzehnten wiederholt auf die Naturbühne. Das bisher letzte Mal war er in der Spielsaison 2005 in der Hauptrolle des Bergbauern Franz Flender in der dramatischen Liebesgeschichte Geierwally an der Seite von Barbara Romaner, Christoph Baumann und Toni Schatz zu sehen. Seine Leidenschaft zur Musik setzt Lippert vor allem in der Vorweihnachtszeit mit Tourneen um, in deren Rahmen jeweils einheimische Volksmusikanten auftreten. Lippert umrahmt die Lieder dabei mit literarischen, besinnlichen und humorvollen Advents- und Weihnachtsgeschichten.
Seine zweite Ehefrau Franziska ist eine Tochter der 2002 verstorbenen Schauspielerin Jane Tilden, die in der Fernsehserie Der Forellenhof seine Mutter spielte. Das Paar hat eine Tochter. Lippert lebte mit seiner dritten Frau, der Sängerin Maria Neuhaus, mit der er seit 1994 verheiratet ist, deren Tochter und der gemeinsamen Tochter in Niederndorf am Fuße des Kaisergebirges.
Am 7. Februar 2012 stürzte Lippert in seinem Haus in Niederndorf und zog sich eine schwere Kopfverletzung zu. Er wurde mit dem Helikopter in die Innsbrucker Universitätsklinik geflogen. Er befand sich auf der Intensivstation, wurde in einen Tiefschlaf versetzt und künstlich beatmet, sein Zustand war aber stabil. Ende Februar konnte Lippert die Klinik verlassen. Er wurde in einem Rehazentrum zur weiteren Genesung therapeutisch betreut. Im Herbst 2012 befand sich Lippert laut damaligen Presseberichten wieder zu Hause, seine Gesundheit sei aber immer noch nicht vollständig wieder hergestellt. In der Öffentlichkeit hat sich Lippert seither nicht mehr gezeigt. Er lebt heute in Kufstein.

## Filmografie (Auswahl)

### Filme
- 1960: Les honneurs de la guerre
- 1960: Sie schreiben mit (Fernsehreihe)
- 1960: Bezaubernde Julia
- 1960: Eine Frau fürs ganze Leben
- 1961: Vertauschtes Leben
- 1961: Stadt ohne Mitleid (Town without Pity)
- 1964: Stunden der Angst
- 1965: Die Chinesische Mauer
- 1965: Tag für Tag
- 1967: Der dritte Handschuh
- 1968: Der Holledauer Schimmel
- 1969: Unser Doktor ist der Beste
- 1969: Pepe, der Paukerschreck
- 1970: Der Portland-Ring
- 1971: Zwanzig Mädchen und die Pauker
- 1971: Die Dollarprinzessin
- 1971: Die drei Gesichter der Tamara Bunke
- 1971: Käpt’n Rauhbein aus St. Pauli
- 1971: Mein Vater, der Affe und ich
- 1972: Trubel um Trixie
- 1973: Tatort – Weißblaue Turnschuhe (Fernsehreihe)
- 1974: Der Jäger von Fall
- 1977: Spuk in Felixburg
- 1978: Sachrang
- 1978: Der alte Feinschmecker
- 1981: Tatort – Slalom (Fernsehreihe)
- 1985: Laufen, leiden, länger leben
- 1987: Weiberwirtschaft
- 1985: Tatort – Baranskis Geschäft (Fernsehreihe)
- 1986: Segeln macht frei
- 1993: Nix für unguat
- 1993: Glückliche Reise – Arizona
- 1994: Robert darf nicht sterben
- 1996: Rosamunde Pilcher – Das Haus an der Küste
- 1997: Die Generalprobe
- 1997: Eine Familie zum Küssen
- 2003: Das Traumschiff – Sambia und Victoriafälle
- 2003: Rosamunde Pilcher – Flamme der Liebe
- 2005: Die Schwarzwaldklinik – Die nächste Generation
- 2005: Die Schwarzwaldklinik – Neue Zeiten
- 2006: Inga Lindström – Das Geheimnis von Svenaholm

### Fernsehserien
- 1960: Es geschah an der Grenze (Folge Das Boot im Schilf)
- 1963: Die Karte mit dem Luchskopf (Folge Das Geheimnis der Großgarage)
- 1965: Alarm in den Bergen (13 Folgen)
- 1965: Der Forellenhof (8 Folgen)
- 1966: Lautlose Jagd
- 1967: Das Kriminalmuseum (Folge Kaliber 9)
- 1967: Im Flamingo-Club (1 Folge)
- 1968: Spedition Marcus (6 Folgen)
- 1970–1971: Tournee (5 Folgen)
- 1970: Toni und Veronika (3 Folgen)
- 1972: Das Kurheim (Folge Die Kinder)
- 1972: Semesterferien (13 Folgen)
- 1975: Derrick (Folgen Tod am Bahngleis; Alarm auf Revier 12)
- 1977: Der Alte (Folge Konkurs)
- 1979: Timm Thaler (Folge 1x01)
- 1979: Der Bürgermeister (13 Folgen)
- 1981, 1983: Polizeiinspektion 1 (2 Folgen)
- 1985: Bas-Boris Bode – Der Junge, den es zweimal gab (6 Folgen)
- 1990: Heidi und Erni (14 Folgen)
- 1991: Weißblaue Geschichten (2 Folgen)
- 1993–1997: Der Bergdoktor (60 Folgen)
- 1997–1998: Die Aubergers (6 Folgen)
- 1998: Tierarzt Dr. Engel (Folge Das Mysterium)
- 1998, 2000: Für alle Fälle Stephanie (Folgen Blackout; Zuviel ist zuviel)
- 1999: Unser Charly (Folgen: Wolken über den Bergen; Hochzeitstag)
- 1999–2002: Wilder Kaiser (6 Folgen)
- 2001: Drehkreuz Airport (9 Folgen)
- 2002: Café Meineid (Folge Menschlich enttäuscht)
- 2007: SOKO Kitzbühel (Folge Feuernacht)
- 2008: Der Landarzt (10 Folgen)
- 2009: Der Kaiser von Schexing (Folge Väter und Söhne)

### Der Komödienstadel
- 1972: Mattheis bricht’s Eis (als Mattheis Summerer)
- 1973: Die drei Dorfheiligen (als Martin Furtner)
- 1973: Die drei Eisbären (als Juliander Haldenegger)
- 1974: Das sündige Dorf (als Sepp Stangassinger)
- 1975: Thomas auf der Himmelsleiter (als Thomas Nothaas)
- 1975: Der Bauerndiplomat (als Hans Boschinger)
- 1976: Die Generalprobe (als Loisl)
- 1976: Herz am Spieß (als Martin Wenninger)
- 1977: Die Widerspenstigen (als Martin Wegrainer)
- 1978: Der ledige Hof (als Leonhard Brugger)
- 1979: Der Geisterbräu (als Wastl Schöllerer)
- 1983: Heiratsfieber (als Markus)
- 1984: Liebe und Blechschaden (als Ferdl Hammerl)
- 1985: Schneesturm (als Bartl)
- 1985: Paraplü und Perpendikel (als Niklas Ungemach)
- 1991: Millionen im Heu (als Alois Brenner)
- 2002: Achterbahn ins Glück (als Ferdl Schwinghammer)
- 2011: Die Provinzdiva (als Josef Dirscherl)

### Chiemgauer Volkstheater
- 1992: Herz am Spieß (als Martin Wenninger)
- 1993: Nix für unguat (als Niklas Ungemach)
- 2004: Kinder, Kinder! (als  Willi Obermüller)
- 2007: Vier Väter zuviel (als Gerhart Helmer)
- 2008: Der König von Hohenmoos (als Hans Kaiser)
- 2008: Xaver spielt falsch (als Xaver Limmer)
- 2009: Der Diplom Bauernhof (als Anton Stadler)
- 2009: Der Vatertagsausflug (als Quirin Stadler)
- 2010: Wieder dahoam (als Karl Huber)
- 2010: Da Bauern Nero (als Albert Bergmann)
- 2011: Man gönnt sich ja sonst nix! (als Alois Meindl)
- 2011: Altaich (als Martl)

## Hörspiele (Auswahl)
- 1963: Peter Lotar: Aller Menschen Stimme (Gernot) – Regie: Otto Kurth (BR/HR)
- 1968: Sándor Ferenczy: Die Gentlemen bitten zur Kasse (Erzähler) – Regie: Sándor Ferenczy (SWF) (als Hörbuch auf CD bei music-e-motion, 2013)
- 1975: Dieter Kühn: Das lullische Spiel – Regie: Heinz Hostnig (NDR/BR/SR)
- 1975: Jörn Ebeling: An der Wand – Regie: Günter Bommert (Dokumentation – RB)
- 1976: Gerhard Herm: Asche unterm Schnee (Hias, ein Skilehrer) – Regie: Willy Purucker (BR/WDR)
- 1976: Theo Gallehr: Das Pferd, das den Karren zieht – Regie: Theo Gallehr (NDR/SFB)
- 1985: Oskar Weber (nach Hugo von Hofmannsthal): Der Bayerische Jedermann (Jedermann) – Regie: Stefan Rinser (BR)
- 1985: Heinrich Ludwig: Der Drachenflieger vom Hesselberg (Der Schäfer) – Regie: Werner Simon (BR)
- 1986: Karl-Heinz Bölling: Buddy Holly – Regie: Hans Helge Ott (RB)

Quelle: